# 恩田将葉
恩田 将葉（おんだ しょうよう、1959年8月2日）本名：恩田葉一郎は、日本のジャーナリスト、文筆家、編集者。本人は文筆家とは言わず「文士」を名乗っている。得意分野は、政治、教育論、道徳論、アウトローもの。

## 経歴
アメリカ合衆国カリフォルニア州で約9年間生活。その間、サンフランシスコ州立大学国際関係学部で国際関係学と政治を学び、朝鮮半島問題専攻で卒業。その後、暫くアメリカで現地法人の会社（People Intertrade, Inc.）を経営した後帰国。記者と編集者を経て、出版社であるぴいぷる社と政財界出版社（旧名：政界出版社）、夕刊紙『内外タイムス』を発行する内外タイムス社の社長に就任。
内外タイムス社が廣済堂傘下に入った2年後に社長を退任し、経営権を廣済堂へ移譲。その後はフリーランスで活動している。随筆、小説、脚本等の分野で執筆活動を展開するかたわら、「政治をもっと身近に」をスローガンに、自ら「政財界倶楽部」を運営。 月刊政財界の巻頭コラムの連載をはじめ、800冊以上の単行本や雑誌の編集などにかかわる。「政財界倶楽部(恩田将葉見聞録)」は、10年以上執筆し続けている。

## 人物
- 若い頃は作家を目指して脚本家竹山洋に師事。長男弟子として二足の草鞋をはく。財団法人橋田寿賀子文化財団主催の新人脚本家研修にも、3年連続で選出された。編集者として多くの単行本を手掛け、なかにし礼、大下英治、家田荘子など多くの作家たちとも交友関係を築く。
- 武富士の武井保雄会長や廣済堂の桜井義晃会長と親しかった。
- 弁護士を使わず自力で裁判闘争をおこなう。
- 男手で二人の子供たちを育て、「父親目線の教育論」と題して独自の教育論を展開。
- 剣道、少林寺拳法、極真カラテなど、武道に精通。晩年の大山倍達に信頼を得て、大山に請われ極真会館所属の井上編集長を恩田が経営するぴいぷる社に迎え入れ、極真会館の機関誌『ワールド空手』の経営を任された。郷田師範、松井師範、三瓶師範、入澤群現所沢道場師範（当時茶帯）と共に、アジア大会取材のためネパール遠征から帰国した日に大山が急死。大山死後は極真会館の分裂劇ともない、2005年に『ワールド空手』を極真会館松井派館長松井章圭へ返上した。
- 父は、『週刊文春』創刊メンバーの一人だった恩田貢[1]。祖父は、宮内庁昭和天皇侍従。
- 脳内出血二回、脳梗塞四回発症し後遺症で左半身麻痺により現在身体障害者二級。寝た切りを宣告されるも車椅子生活を経て不屈の精神力でリハビリを行ない車椅子を卒業。障害者雇用で復活し自立し独立独歩にて山梨県南都留郡で障害者として生活している。

## 編集出版物
単行本：
- 「警鐘」会津小鉄四代目 高山登久太郎著 ぴいぷる社刊
- 「警鐘Part II」 会津小鉄四代目 高山登久太郎著 ぴいぷる社刊
- 「心なき医療」 久能恒子著 ぴいぷる社刊
- 「心なき医療―その後」 久能恒子著 ぴいぷる社刊
- 「賢い患者学 がん食べて治す―読めば勇気が湧いてくる」 関根進＆鈴木博子著 ぴいぷる社刊
- 「実録 死刑と懲役―刑務所の中の真実」 坂本敏夫著 ぴいぷる社刊
- 「めざせ!英語偏差値55+ (偏差値UPシリーズ)」 林 千恵子＆薬袋善郎著 ぴいぷる社刊
- 「極真 新たなる歩み」 松井章圭著 ぴいぷる社刊
- 「人間古賀誠 政界花と龍」大下英治 著 ぴいぷる社刊
- 「総理大臣 宮沢喜一 」 本沢二郎著 ぴいぷる社刊
- 「総理大臣 竹下登」 菊池久著 ぴいぷる社刊
- 「ボーイフレンド」 高見恭子著 ぴいぷる社刊
- 「小説 佐川疑獄」 大下英治著 ぴいぷる社刊
- 「鳩山一族―誰も書かなかったその内幕」 伊藤博敏著 ぴいぷる社刊
- 「医師は何をしたか―高齢の母を病院で亡くして」 桐山やす子著 ぴいぷる社刊
- 「わたしの心をきいて―心療内科医のノートから」 苅部千恵著 ぴいぷる社刊
- 「人生のHomeLess―アントニオ猪木写真集」 写真撮影：橋本田鶴子 ぴいぷる社刊
- 「風と拳 (小説・大山倍達) 」大下英治著 ぴいぷる社刊
- 「小説・大山倍達 風と拳〈雄飛篇〉」 大下英治著 ぴいぷる社刊
- 「マッキーに訊け!―真樹日佐夫のダンディズ 」真樹日佐夫著 ぴいぷる社刊
- 「英文法バイブル―カリスマ講師が教える文法(問題編)」 島村青児 ＆岡野篤著 ぴいぷる社刊
- 「英単語バイブル」 島村青児、島田浩史＆林 一哉著 ぴいぷる社刊
- 「二子山部屋をうっちゃる!花田家三代の謎―」 由比三次著 ぴいぷる社刊
- 「三宅久之のやじうま政治学」政治ジャーナリスト 三宅久之著 ぴいぷる社刊
- 「指パッチン流 色即是空」 ポール牧著 ぴいぷる社刊
- 「自民党派閥ウラの裏がわかる本」 菊池久著 ぴいぷる社刊
- 「日本がなければ世界はこまるか」 中西啓介著 ぴいぷる社刊
- 「なぜ総理大臣なのか」 恩田貢著 ぴいぷる社刊
- 「21世紀日本をデザインする」 中尾栄一著 ぴいぷる社刊
- 「血統商法―鹿島建設会長・石川六郎の眼力と...」 菊池 久著 ぴいぷる社刊
- 「ドキュメント日教組襲撃―なぜ私は委員長を撃ったか」 山田恵男著 ぴいぷる社刊
- 「和歌山県への提言―関西国際空港で生まれたか」 西村嘉一郎著 ぴいぷる社刊
- 「塀の上を歩く金バッジの面々」 本沢二郎著 ぴいぷる社刊
- 「野村証券株式部」 舘沢 貢次著 ぴいぷる社刊
- 「北方領土」 六角 弘著 ぴいぷる社刊
- 「自己破産のススメ―救いあるカード・サラ金」宇都宮健児著 ぴいぷる社刊
- 「愛し上手は愛され上手―素敵に生きるための処方箋」 斎藤茂太著 ぴいぷる社刊
- 「テンホーの第3の足」岩谷テンホー著 ぴいぷる社刊
- 「反戦歌―唄うこと、そして生きること」 新谷のり子 ＆土井敏邦著 ぴいぷる社刊
- 「カゲキに生きてみないか―The Song of my Life」 志茂田景樹著 ぴいぷる社刊
- 「つらい恋ばかりしている××ちゃんへ」 永尾カルビ著 ぴいぷる社刊
- 「川内康範の政治エッセイ―日本は不戦の憲法... 昭和天皇の御遺志を護持せよ」 川内康範著 ぴいぷる社刊
- 「寄るな触るな邪魔するな」 川内康範著 ぴいぷる社刊
- 「格闘技スカウティングレポート」 近藤隆夫著 ぴいぷる社刊
- 「サッチーの母親学 母稚園」 野村沙知代著 ぴいぷる社刊
- 「人間・渡部恒三―政界再編の鍵を握る男」 大下英治著 ぴいぷる社刊
- 「吉本芸人大百科―芸人の常識は世間の非常識」 (PEOPLE BOOKS) 月亭八方著 ぴいぷる社刊
- 「蒼い鬼火 (かんのうシリーズ)」 団鬼六著 ぴいぷる社刊
- 「45歳から自在に生きる―折返点からの人生遊学術」 斎藤茂太著 ぴいぷる社刊
- 「キートンの笑智大学―笑いの学舎(まなびや)」 益田喜頓著 ぴいぷる社刊
- 「父から学んだこと父として教えること」加藤芳郎著 ぴいぷる社刊
- 「姓はアメリカ 名は国連―湾岸戦争・思いっきりエッセイ こんなもの信じられるか」 川内康範著 ぴいぷる社刊
- 「正しい弁護士の選び方・活用法」 宇都宮健児著 ぴいぷる社刊
- 「ブルース・リー ジークンドー 公式マニュアル」 中村頼永著 ぴいぷる社刊
- 「議長百代 新しい風はいつも神奈川から」第100代神奈川県議会議長 松田良昭著
- 歴史ファンタジー小説「海乱鬼王 信長 織田信長外遊見聞録」恩田将葉著 BookRepublic出版社（2014年9月発刊）[1]
- 歴史ファンタジー小説「万国布武 出奔編」恩田将葉著 BookRepublic出版社（2015年1月発刊）
- 歴史ファンタジー小説「万国布武 黎明期編」恩田将葉著 BookRepublic出版社（2015年7月15日発刊）
- 実用書 「総理大臣の取扱説明書」恩田将葉著  BookRepublic出版社（2014年発刊）
- 実用書 「国会の取扱説明書」恩田将葉著  BookRepublic出版社（2014年発刊）

雑誌：
- 「月刊政界」政界出版社刊、
- 「月刊政界Politico」 政界出版社刊
- 「月刊政財界」 政財界出版社刊
- 「月刊ワールド空手」ぴいぷる社刊
- 「月刊格闘Ｋマガジン」ぴいぷる社刊
- 「月刊女性専門求人誌Salan」ぴいぷる社刊
- 「月刊噂」ぴいぷる社刊
- 「がんに克つ」ぴいぷる社刊